# 亞銅平龜蝽

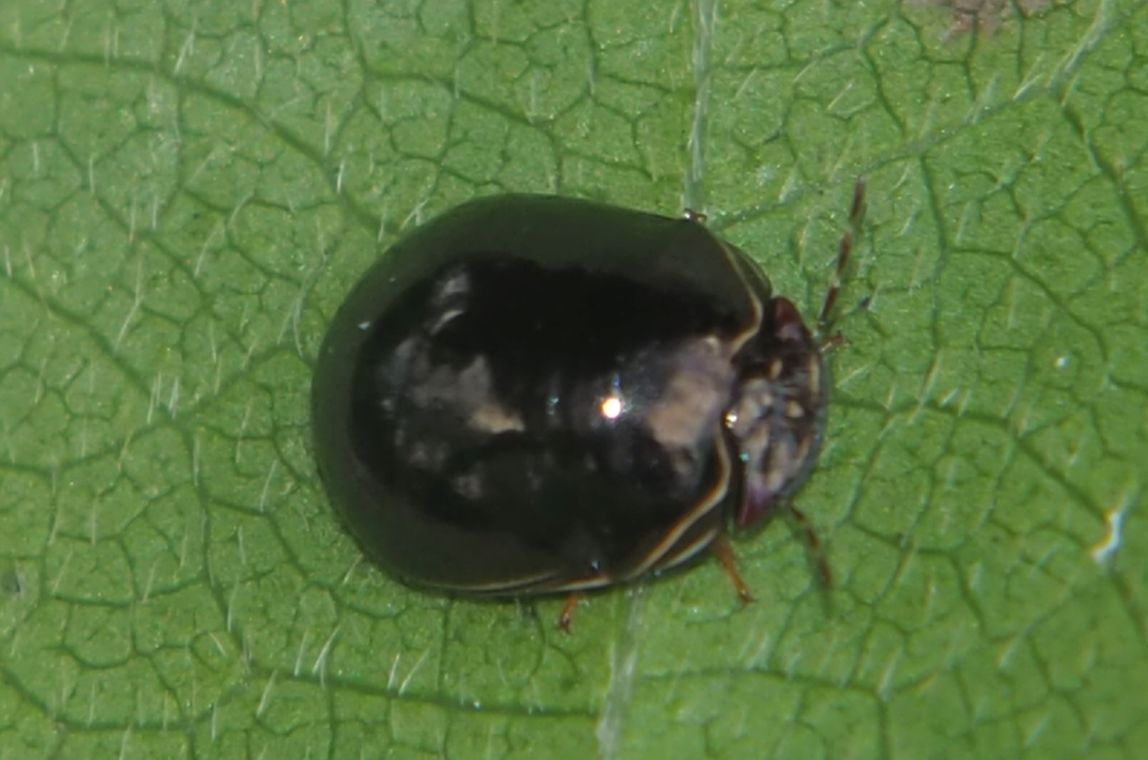
亞銅平龜蝽的圖像

亞銅平龜蝽（学名：Brachyplatys subaeneus）为龜蝽科平龜蝽屬下的一个种。